# Mirafra microptera
Mirafra microptera е вид птица от семейство Чучулигови (Alaudidae).

## Разпространение
Видът е разпространен в Мианмар.